# 螺旋のオルフェ
『螺旋のオルフェ』（らせんのオルフェ）は宝塚歌劇団のミュージカル作品。月組公演。形式名は「ミュージカル」。11場。
作・演出は荻田浩一。併演作品は『ノバ・ボサ・ノバ』。

## 解説
※『宝塚歌劇100年史（舞台編）』の宝塚大劇場公演参考。
1950年代のパリ。ナチスの将校だったイヴは、レジスタンスのスパイであるアデルと恋に落ち、レジスタンスに協力してパリを戦火から救った。しかし、アデルは亡くなり、彼女の面影を追い続けるイヴの前に、アデルに生き写しの妹のルシルが現れて・・・。ギリシャ神話に名高いオルフェウスの伝説をベースに、冷戦下のパリを舞台にロマンティックでミステリアスな作品。
真琴つばさ・檀れいのトップコンビ大劇場お披露目公演。荻田浩一の大劇場デビュー作品。

## 公演期間と公演場所
- 1999年5月14日 - 6月21日　宝塚大劇場[1]
- 1999年8月20日 - 9月27日　TAKARAZUKA1000days劇場（東京公演）[2]

## スタッフ
氏名の後ろに「宝塚」「東京」の文字がなければ両劇場共通。
- 作曲・編曲：高橋城[1]
- 音楽指揮：清川知己[1]
- 振付[1]：上島雪夫/伊賀裕子/川崎悦子
- 装置：大橋泰弘[1]
- 衣装：任田幾英[1]
- 照明：勝柴次朗[1]
- 仮面美術：清水千華[1]
- 音響：加門清邦[1]
- 小道具：万波一重[1]
- 効果：木多美生[1]
- 演出助手：川上正和[1]
- 音楽助手：木川田新[1]
- 装置補：新宮有紀[1]
- 衣装補：河底美由紀[1]
- 舞台進行：表原渉[1]
- 舞台監督[2]：藤村信一（東京）/林田勇吾（東京）/木村信也（東京）/宮脇学（東京）
- 舞台美術製作：株式会社宝塚舞台[1]
- 演奏：宝塚管弦楽団（宝塚）[1]
- 録音演奏：宝塚管弦楽団（東京）[2]
- 衣装生地提供：日東紡績株式会社[1]
- 制作[1]：小野真哉/村上信夫

## 特別出演
※氏名の後ろの（）は1998年当時の所属組。
- 矢代鴻（専科）[1][2]

## 主な配役
※下記のデータは宝塚・東京共通。
- イヴ・ブランシェ - 真琴つばさ[1]
- アデル・ヴァレリ、ルシル・ヴァレリ - 檀れい[1]
- アリオン - 紫吹淳[1]
- ロジェ - 初風緑[1]
- ベルジェス - 汐美真帆[1]
- アントワーヌ - 大和悠河[1]
- フランソワーズ - 矢代鴻[1]
- ハヌッセン - 立ともみ[1]